# هارون غلانتز
هارون غلانتز (بالإنجليزية: Aaron Glantz)‏ هو صحفي ومراسل عسكري أمريكي، ولد في 10 أغسطس 1977.